# 1992年夏季残疾人奥林匹克运动会拉脱维亚代表团
1992年夏季残疾人奥林匹克运动会拉脱维亚代表团是拉脱维亚派出的1992年夏季残疾人奥林匹克运动会代表团。未获得奖牌。